# Unione Sportiva Bari 1940-1941
Questa voce raccoglie le informazioni riguardanti l'Unione Sportiva Bari nelle competizioni ufficiali della stagione 1940-1941.

## Rosa
| N. |                   | Ruolo | Calciatore           |
| -- | ----------------- | ----- | -------------------- |
|    | Italia (bandiera) | P     | Alfonso Ricciardi    |
|    | Italia (bandiera) | P     | Leonardo Costagliola |
|    | Italia (bandiera) | D     | Walter De Boni       |
|    | Italia (bandiera) | D     | Alessandro Carlini   |
|    | Italia (bandiera) | D     | Raffaele Mancini     |
|    | Italia (bandiera) | D     | Pietro Tabor         |
|    | Italia (bandiera) | D     | Vincenzo Ferrante    |
|    | Italia (bandiera) | C     | Primo Andrighetto    |
|    | Italia (bandiera) | C     | Onofrio Fusco        |
|    | Italia (bandiera) | C     | Felice Arienti       |
|    | Italia (bandiera) | C     | Ivo Isetto           |
|    | Italia (bandiera) | C     | Tommaso Maestrelli   |

| N. |                      | Ruolo | Calciatore       |
| -- | -------------------- | ----- | ---------------- |
|    | Italia (bandiera)    | C     | Achille Piccini  |
|    | Argentina (bandiera) | C     | José Compagnucci |
|    | Italia (bandiera)    | C     | Ottavio Rossi    |
|    | Italia (bandiera)    | C     | Luigi Cattaneo   |
|    | Italia (bandiera)    | A     | Lino Begnini     |
|    | Italia (bandiera)    | A     | Sergio Trevisan  |
|    | Italia (bandiera)    | A     | Ottorino Dugini  |
|    | Italia (bandiera)    | A     | Camillo Fabbri   |
|    | Italia (bandiera)    | A     | Luciano Alghisi  |
|    | Italia (bandiera)    | A     | Gaetano Lupi     |
|    | Italia (bandiera)    | A     | Vincenzo Orlando |

## Statistiche

### Statistiche di squadra
| Competizione | Punti | In casa | In casa | In casa | In casa | In casa | In casa | In trasferta | In trasferta | In trasferta | In trasferta | In trasferta | In trasferta | Totale | Totale | Totale | Totale | Totale | Totale | DR  |
| Competizione | Punti | G       | V       | N       | P       | Gf      | Gs      | G            | V            | N            | P            | Gf           | Gs           | G      | V      | N      | P      | Gf     | Gs     | DR  |
| ------------ | ----- | ------- | ------- | ------- | ------- | ------- | ------- | ------------ | ------------ | ------------ | ------------ | ------------ | ------------ | ------ | ------ | ------ | ------ | ------ | ------ | --- |
| Serie A      | 17    | 15      | 4       | 5       | 6       | 18      | 27      | 15           | 1            | 2            | 12           | 13           | 57           | 30     | 5      | 7      | 18     | 31     | 84     | -53 |
| Coppa Italia |       | 1       | 0       | 0       | 1       | 0       | 2       | -            | -            | -            | -            | -            | -            | 1      | 0      | 0      | 1      | 0      | 2      | -2  |
| Totale       |       | 16      | 4       | 5       | 7       | 18      | 29      | 15           | 1            | 2            | 12           | 13           | 57           | 31     | 5      | 7      | 19     | 31     | 86     | -55 |

### Statistiche dei giocatori
| Giocatore      | Serie A  | Serie A | Coppa Italia | Coppa Italia | Totale   | Totale |
| Giocatore      | Presenze | Reti    | Presenze     | Reti         | Presenze | Reti   |
| -------------- | -------- | ------- | ------------ | ------------ | -------- | ------ |
| L. Alghisi     | 13       | 1       | -            | -            | 13       | 1      |
| P. Andrighetto | 30       | 0       | -            | -            | 30       | 0      |
| F. Arienti     | 30       | 5       | -            | -            | 30       | 5      |
| L. Begnini     | 21       | 5       | -            | -            | 21       | 5      |
| A. Carlini     | 13       | 1       | -            | -            | 13       | 1      |
| L. Cattaneo    | 2        | 0       | -            | -            | 2        | 0      |
| J. Compagnucci | 9        | 0       | -            | -            | 9        | 0      |
| L. Costagliola | 9        | -24     | -            | -            | 9        | -24    |
| W. De Boni     | 14       | 0       | -            | -            | 14       | 0      |
| O. Dugini      | 21       | 4       | -            | -            | 21       | 4      |
| C. Fabbri (II) | 19       | 3       | -            | -            | 19       | 3      |
| V. Ferrante    | 1        | 0       | -            | -            | 1        | 0      |
| O. Fusco       | 30       | 2       | -            | -            | 30       | 2      |
| I. Isetto      | 23       | 1       | -            | -            | 23       | 1      |
| G. Lupi        | 7        | 0       | -            | -            | 7        | 0      |
| T. Maestrelli  | 18       | 1       | -            | -            | 18       | 1      |
| V. Orlando     | 2        | 0       | -            | -            | 2        | 0      |
| A. Piccini     | 11       | 0       | -            | -            | 11       | 0      |
| A. Ricciardi   | 21       | -60     | -            | -            | 21       | -60    |
| O. Rossi       | 5        | 0       | -            | -            | 5        | 0      |
| P. Tabor       | 9        | 0       | -            | -            | 9        | 0      |
| S. Trevisan    | 22       | 7       | -            | -            | 22       | 7      |